# Robert Mulliken
Robert Sanderson Mulliken (Newburyport, 7 de junho de 1896 — Condado de Arlington, 31 de outubro de 1986) foi um químico estadunidense.

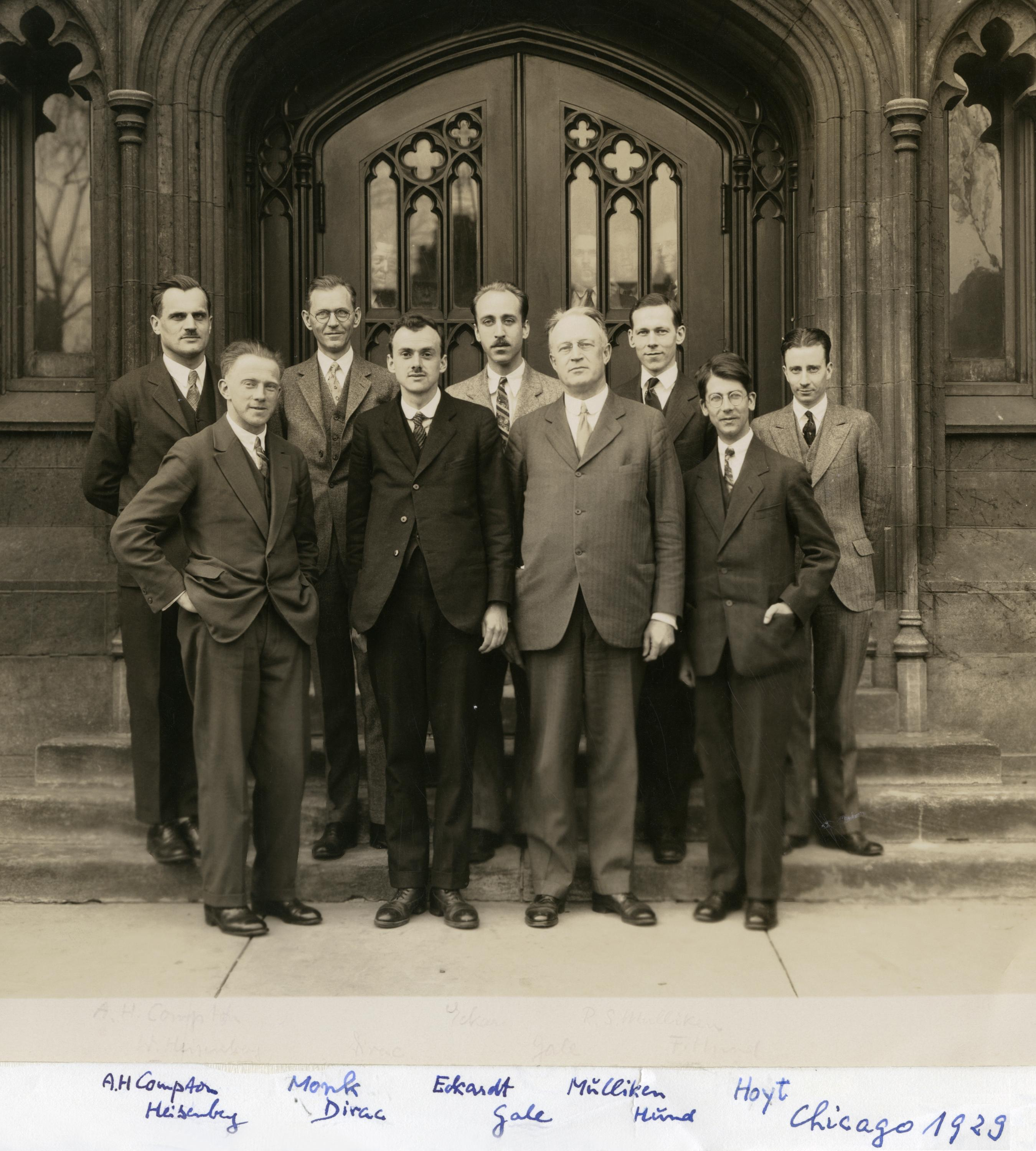
Robert Mulliken, Chicago 1929, o segundo da direita para a esquerda na segunda fila.

Pioneiro no trabalho da teoria da Orbital molecular, atualmente a tese mais aceita que explica as ligações covalentes, pesquisa que lhe valeu o Nobel de Química de 1966. Desenvolveu uma tabela de eletronegatividade, a Escala Mulliken, na qual classifica o neônio como elemento de maior potencial eletronegativo da tabela periódica.

## Obras
- D. Ramsay, J. Hinze (Editor): Selected papers of Robert Mullikan. University of Chicago Press, 1975
- com Willis B. Person: Molecular complexes: A lecture and reprint volume, Wiley 1969
- com Walter C. Emler: Diatomic molecules, results of ab initio calculations, Academic Press 1977
- com Walter C. Emler: Polyatomic molecules, results of ab initio calculations, Academic Press 1981
- Life of a scientist: an autobiographical account of the development of molecular orbital theory, Springer 1989 (Introdução Friedrich Hund, Editor Bernard Ransil)
- Molecular Scientists and Molecular Science- some reminiscences. In: Journal of Chemical Physics. Volume 43, 1965, S2–S11